# Columba-Altar
Der Columba-Altar oder Dreikönigsaltar ist ein Triptychon des niederländischen Malers Rogier van der Weyden, der heute in der Alten Pinakothek in München gezeigt wird. Das mit Ölfarben auf Eichenholz gemalte Gemälde wurde 1455 fertiggestellt. Der Mittelteil misst 139,5 mal 152,9 cm, die Flügel ca. 139,3 mal 72,7 cm.

## Geschichte
Der Altar erhielt seinen Namen von seinem Herkunftsort, der Kölner Kirche St. Columba. Es ist nicht ganz klar, wer der Stifter des Altars ist. Möglicherweise hat der Kölner Patrizier Goddert von dem Wasservass ihn um 1450 bei Rogier van der Weyden bestellt. Jedenfalls stand der Altar in der Marienkapelle, die 1458–1464 im Auftrag des Kölner Bürgermeister Johann Rinck erbaut wurde.
Rogier reiste im Jahr 1450 nach Rom. Auf seinem Weg dorthin sah er in Köln den Altar der Stadtpatrone von Stefan Lochner. Der Columba-Altar kann als Rogiers Versuch gesehen werden, dieses Werk zu überbieten. Betrachtet man Lochners Triptychon, erkennt man z. B. eine junge Frau neben der heiligen Ursula in Grün wieder, die bei Rogier auf dem rechten Flügel zu sehen ist. Rogiers Altar ist wirklichkeitsnäher, vor einer Stadtkulisse, während Lochner seinen Altar sphärisch entrückt gestaltet und die Szenen vor einen goldenen Hintergrund stellt.

## Beschreibung

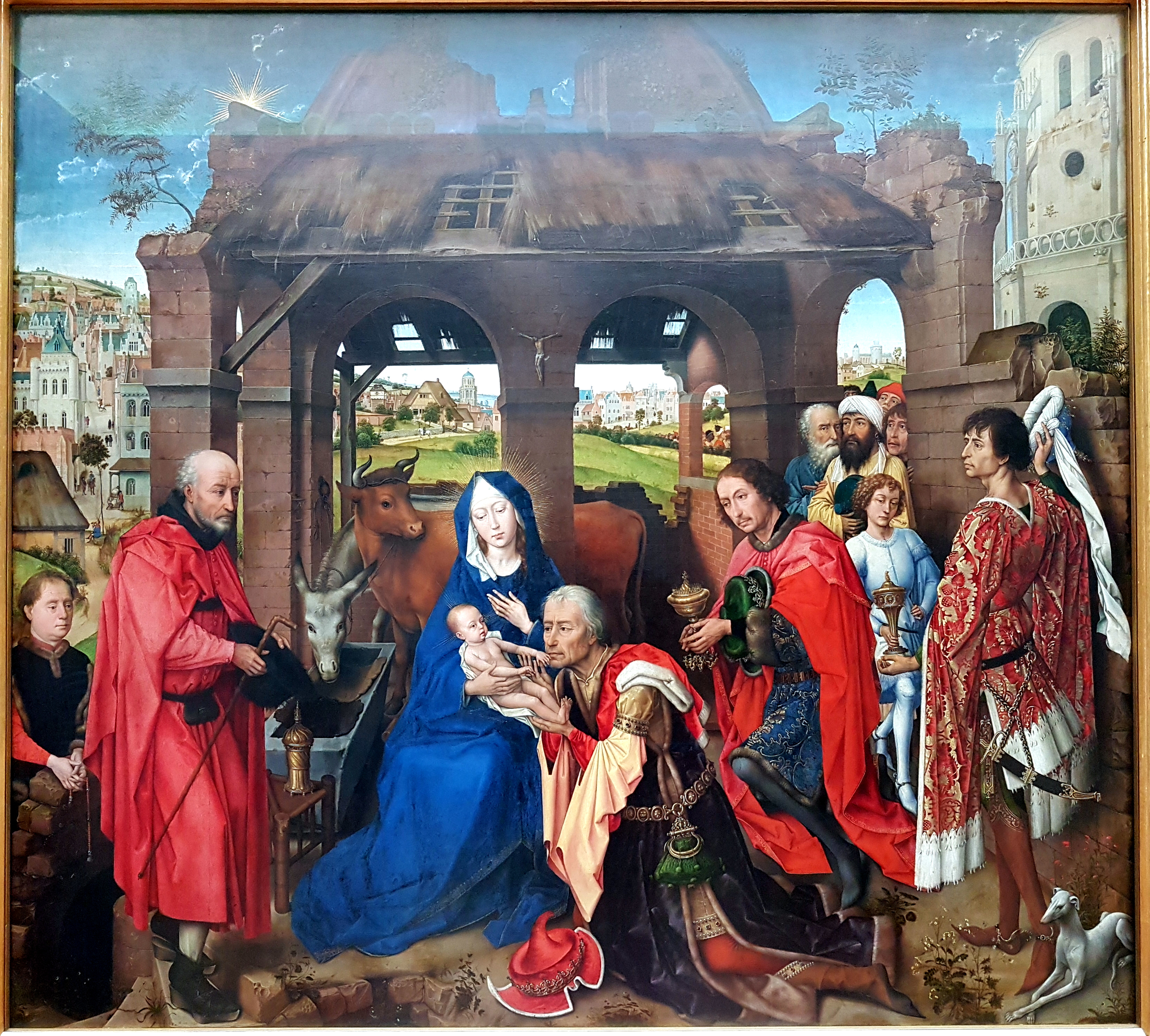
Das Mittelbild

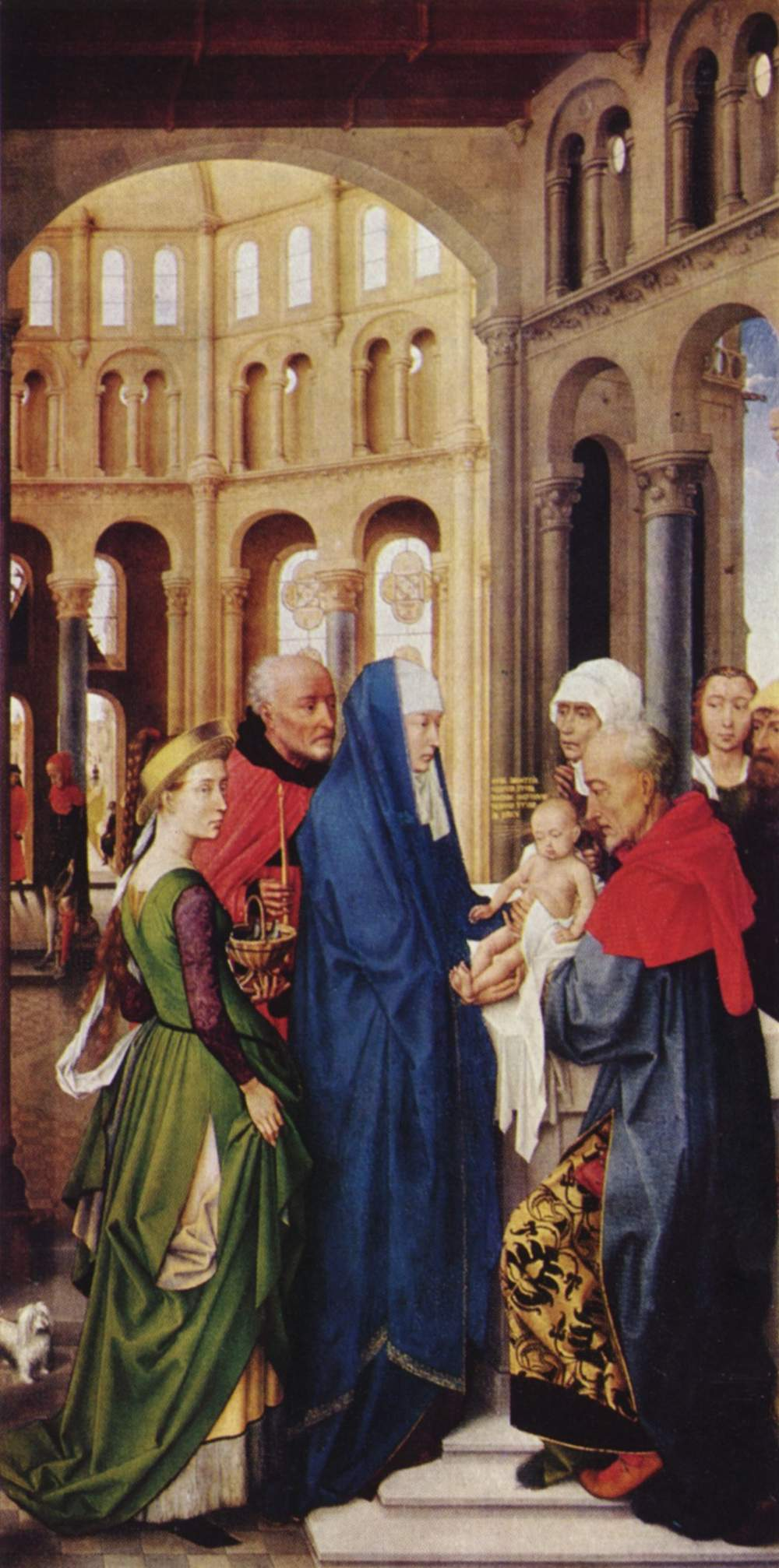
Darbringung im Tempel mit der Dame in grün

Auf der Mitteltafel ist die Anbetung der Könige dargestellt, die in einem langen Zug einziehen. Die heilige Familie befindet sich in einem halbverfallenen Stall. In der Mitte sitzt Maria mit dem Kind, das durch den ältesten knienden König verehrt wird. Der jüngste König rechts wird gelegentlich als idealisiertes Porträt Karls des Kühnen gedeutet. Ganz links hinter Josef kniet der Stifter. Hinter dem Stall öffnet sich eine weite Landschaft mit Hügeln und einer Stadt und ganz rechts kann man einen Teil eines Tempels sehen.
Auf der linken Tafel ist die Verkündigung Mariens (Lk 1,26–38 ) zu sehen. Sie findet in einem prächtigen Schlafzimmer statt. Der Engel grüßt Maria, der Heilige Geist schwebt als Taube symbolisiert durchs Fenster, und auf dem Boden stehen Lilien als Zeichen der Jungfräulichkeit.
Der rechte Flügel zeigt die Darbringung im Tempel am 40. Tag nach der Geburt, die das mosaische Gesetz für alle Erstgeborenen vorschreibt (Lk 2,22–39 ). Die Prophetin Hannah erkennt in Jesus den Heiland und der greise Simeon, der nicht sterben konnte, bevor er den Heiland gesehen hatte, stimmt seinen Lobpreis an (das Nunc dimittis). Eine Magd hält Tauben für das vorgeschriebene Opfer bereit, wie im Lukasevangelium beschrieben: „ein paar Tauben oder zwei junge Tauben“.
Van der Weyden fällt hier durch seine Fähigkeit auf, der Kleidung eine besondere Stofflichkeit zu verleihen. Er gibt dem Gold besonderen Schein, so dass es echt wirkt, wie auch alle anderen Farben sehr klar und strahlend sind. Schon Johann Wolfgang von Goethe bewunderte das Bild 1814, als er es in Heidelberg sah, und meinte, alles wäre mit gleicher Sorgfalt gemalt, es gäbe keine Stelle an den Tafeln, die nicht mit einem Blick durchs Vergrößerungsglas noch gewönne. Bis 1841 galt der Altar als Werk Jan van Eycks, wurde als solches auch von Goethe bewundert.
Aber nicht nur die Qualität der Malerei zeichnet das Bild aus. Van der Weyden hat auch viele Symbole eingearbeitet. Das Kreuz in der Krippe verweist schon auf Jesu Opfertod, auf dem Betstuhl Mariä ist der Sündenfall eingeschnitzt, den sie mit der Geburt Christi ausgleicht. Der Innenraum des Tempels ist spätromanisch und symbolisiert den Alten Bund, der Außenraum auf der Mitteltafel ist gotisch und symbolisiert den Neuen Bund.

## Provenienz
1827 wurde der Altar aus der Sammlung Boisserée erworben und hängt heute in der Alten Pinakothek in Saal I, wo er zu den Hauptwerken zählt.

## Trivia
Die Mitteltafel des Altars hat es als Meme im Internet zu einiger Bekanntheit gebracht, mit Beschriftungen wie Spoiler alert versehen wird sich darüber lustig gemacht, dass über der Krippe ein Kreuz hängt (→ Anachronismus).